# 雷弱兒
雷弱兒（？—355年），南安（今甘肃陇西）羌族首领，前秦政治人物。
苻健建立前秦，以雷弱兒为太尉，后改大司马。苻生即位後，出任丞相。因常公開抨擊趙韶、董榮亂政，而被趙韶、董榮打小報告誣陷。大秦壽光元年冬末（355年底），雷弱兒連同九子二十七孫，遭皇帝苻生下令處斬，凡杀五百馀人，兼及各種慘刑如：截胫、拉胁、锯项、刳胎。